# Tabanus laterina
Tabanus laterina är en tvåvingeart som först beskrevs av Camillo Rondani 1851.  Tabanus laterina ingår i släktet Tabanus och familjen bromsar.
Artens utbredningsområde är Ecuador. Inga underarter finns listade i Catalogue of Life.